# 皇家芝华士
皇家芝华士是一种混合型的苏格兰威士忌，由詹姆斯·芝华士（James Chivas）和约翰·芝华士（John Chivas）兄弟创立该品牌。以前的单一麦芽威士忌因為蒸餾過程無法被量化，致始酒質普遍相當粗劣酒，而芝华士兄弟透過调和几种最好的陈年威士忌，制造出了一种口感爽滑、味道浓醇的酒并迅速赢得了良好的口碑。1843年，芝华士兄弟收到来自英国王室的邀请，被授权向维多利亚女王提供威士忌。

## 歷史
芝华士旗下拥有芝华士12年、芝华士18年和顶级的被称为皇家礼炮的21年威士忌。
在阿伯丁于1640年的房子，大公馆，Schivas建于Schivas的。这个名字来源于从的盖尔seamhas，这意味着狭窄的地方。
芝华士兄弟公司的历史可追溯至1801年位於蘇格蘭鴨巴甸京街十三號的一家杂货店。这家商店出售奢侈食品，如咖啡，充满异国情调的香料，法国白兰地酒，和加勒比朗姆酒一个富裕的客户。1842年，芝华士兄弟被保留供应的规定后，维多利亚女王首次访问苏格兰的巴尔莫勒尔城堡王室。
1843年，芝华士兄弟提供货物维多利亚女王授予皇家御用保证（Royal Warrant）。芝华士兄弟公司在1890年被描述为“无疑是最好的大肆兜售业务在苏格兰北部的苏格兰”今天“杂志。
在19世纪50年代，詹姆斯·芝华士决定应对他的富裕客户的需求，更平滑的威士忌，开始融入创建一个专有的混合威士忌，芝华士兄弟。他们的第一个混合苏格兰威士忌名为“皇家格伦Dee的推出，随后在19世纪60年代的第二混合苏格兰威士忌，皇家Strathythan。
在20世纪初，芝华士兄弟决定创建自己的最旧的混合型苏格兰威士忌出口到美国，在那里世纪之交后经济蓬勃发展，带动对奢侈品的需求。被命名为芝华士威士忌。
作为原来的豪华苏格兰威士忌芝华士25岁，于1909年推出，成为领先品牌继续它的成功，直到禁止在20世纪20年代在美国芝华士。
芝华士施格兰购买于1949年，提供了一个更广泛的分销和营销体系。芝华士推出芝华士12岁，在美国中断禁止和二战之后。芝华士的时代，成为一个时髦的品牌，并成为与弗兰克·西纳特拉和其余的包鼠。芝华士威士忌是苏格兰威士忌西纳特拉要求，以及与其他烈酒品牌在演出的后台，和芝华士赞助弗兰克·西纳特拉的钻禧之旅于1990年。
在1950年，芝华士兄弟公司是能够买到Strathisla酒厂生产Strathisla单一麦芽威士忌，芝华士混合范围内使用。
推出较高的中年威士忌芝华士范围扩大，在1997年推出的芝华士18岁，于2007年推出芝华士21。
芝华士，保乐力加（Pernod Ricard）收购。

## 廣告代言人

皇家芝华士在蘭桂坊的戶外海報

- Blackpink之Lisa Manoban代言皇家芝華士12年（Chivas Regal ⅩⅡ）廣告